# Xã Malaga, Quận Monroe, Ohio
Xã Malaga (tiếng Anh: Malaga Township) là một xã thuộc quận Monroe, tiểu bang Ohio, Hoa Kỳ. Năm 2010, dân số của xã này là 1.062 người.